# Gradska vijećnica u Gračanici
Gradska vijećnica (prvobitno Konak), zgrada je u središtu Gračanice i predstavlja jedan od najljepših i najreprezentativnijih objekata iz austrougarskog perioda građen u pseudomaurskom stilu. Godine 2009. je proglašena nacionalnim spomenikom Bosne i Hercegovine.. 

## Povijest
Zgrada Vijećnice u  Gračanici građena je u pseudomaurskom stilu. Izgrađena je kao Konak 1887. godine a u Vijećnicu adaptirana 1891. godine. Iako je arhitekt nepoznat, ova je zgrada dobar primjer stila koji je u Bosni i Hercegovini usvojen za vrijeme austrougarskog razdoblja i koji je kombinirao elemente klasičnog preporoda i preudomaurskog manira, kao i glavne moderne  europske stilove s regionalnim. Elementi pseudomaurskog manira zastupljeni su na fasadama: dvoslojno bojena fasada, ulazni portal, prozori i reljefna bojena dekoracija.
Zgrada novog Konaka napravljena je dolaskom austrougarske uprave na današnjem mjestu. Zgrada Gradske vijećnice u Gračanici građena je prvobitno kao Konak 1887. godine, da bi kasnije bila pretvorena u zgradu Vijećnice. Nije poznato ime graditelja. Pretpostavlja se da su je gradili isti majstori kao i zgradu  Osman-kapetanove medrese u Gračanici. Elementi pseudomaurskog manira na objektu Konaka – Vijećnice u Gračanici zastupljeni su na fasadama, a u enterijeru elementi secesije. 
Zgrada Vijećnice u Gračanici ima visoku ambijentalnu vrijednost u gradskom urbanom tkivu. Nalazi se u središtu grada Gračanice. Uz zgradu Vijećnice nalazi se i pripadajući park koji čini ulaznu sekvencu objekta. Do sada je zgrada Vijećnice u Gračanici više puta obnavljana. Tako 1987., 1998., 2000. i 2002. godine. Na sjevernu fasadu zapadnog krila objekta 2009. godine, naslonjen je novi objekt u funkciji gradske uprave.

## Vanjske povezice
- Konak-Vijećnica u Gračanici